# Banco de Leche Humana del Estado de Jalisco
El Banco de Leche Humana del Estado de Jalisco es una institución sanitaria dedicada a recolectar, analizar, almacenar, conservar y suministrar leche materna que fue donada, con la finalidad de promover la lactancia materna, disminuir la mortalidad infantil y disminuir la desnutrición infantil.

## Historia
El Banco de Leche Humana del Estado de Jalisco fue inaugurado el 10 de noviembre de 2014, por autoridades del DIF Estatal y de la Secretaría de Salud. El Banco de leche se ubica al interior del Hospital Materno Infantil "Esperanza López Mateos", en Guadalajara, Jalisco.

## Operación
Tendrá capacidad para recabar hasta 500,000 litros de leche materna al año. El producto será suministrado a bebés prematuros, huérfanos, alérgicos, sometidos a alguna intervención quirúrgica o todos aquellos cuyas madres tienen problemas para producir leche o padecen alguna enfermedad crónico infecciosa entre otras.